# Mikado (film 1939)
Mikado (The Mikado) è un film del 1939 diretto da Victor Schertzinger. Adattamento per lo schermo di una delle più famose operette di Gilbert e Sullivan.

## Distribuzione
Il film fu presentato in prima a Londra il 12 gennaio 1939. Negli Stati Uniti, distribuito dalla Universal Pictures, uscì nelle sale il 1º maggio 1939 presentato il 1º giugno a New York.